# Wahlkreis Suhl – Schmalkalden-Meiningen IV
Der Wahlkreis Suhl – Schmalkalden-Meiningen IV (Wahlkreis 21) ist ein Landtagswahlkreis in Thüringen.
Er umfasst die kreisfreie Stadt Suhl und vom Landkreis Schmalkalden-Meiningen die Gemeinden Oberhof und Zella-Mehlis. Bis zur Landtagswahl 2009 lautete sein Name noch Suhl – Schmalkalden-Meiningen III. Bei der Landtagswahl 1990 bestand noch der Wahlkreis Suhl, der die Stadt Suhl in ihren damaligen Grenzen umfasste.

## Landtagswahl 2024
Bei der Landtagswahl wurde Thomas Luhn im Wahlkreis direkt gewählt.

Die weiteren Ergebnisse:
| Gegenstand der Nachweisung | Gegenstand der Nachweisung | Erst- stimmen | Erst- stimmen | Zweit- stimmen | Zweit- stimmen |
| Bewerber                   | Partei                     | Anzahl        | %             | Anzahl         | %              |
| -------------------------- | -------------------------- | ------------- | ------------- | -------------- | -------------- |
| Wahlberechtigte            | Wahlberechtigte            | 39.725        | 39.725        | 39.725         | 39.725         |
| Wähler                     | Wähler                     | 28.744        | 28.744        | 28.744         | 72,4           |
| Ungültige Stimmen          | Ungültige Stimmen          | 317           | 1,1           | 216            | 0,8            |
| Gültige Stimmen            | Gültige Stimmen            | 28.427        | 98,9          | 28.528         | 99,2           |
| davon                      |                            |               |               |                |                |
| Philipp Weltzien           | DIE LINKE                  | 3.096         | 12,9          | 3.691          | 12,9           |
| Thomas Luhn                | AfD                        | 9.332         | 32,8          | 9.384          | 32,9           |
| Lars Jähne                 | CDU                        | 7.521         | 22,8          | 6.496          | 22,8           |
| Diana Lehmann              | SPD                        | 1.817         | 6,4           | 1.433          | 5,0            |
| Manfred Körber             | GRÜNE                      | 333           | 1,2           | 444            | 1,6            |
| Andreas Schmidt            | FDP                        | 408           | 1,4           | 309            | 1,1            |
|                            | TIERSCHUTZ hier!           |               |               | 266            | 0,9            |
|                            | ÖDP / Familie ..           | 45            | 0,2           |                |                |
|                            | PIRATEN                    | 71            | 0,2           |                |                |
|                            | MLPD                       | 18            | 0,1           |                |                |
|                            | BÜNDNIS DEUTSCHLAND        | 102           | 0,4           |                |                |
| Steffi Eschrich            | BSW                        | 5.204         | 18,3          | 5.638          | 19,8           |
|                            | FAMILIE                    |               |               | 102            | 0,4            |
| Michael Schüler            | FREIE WÄHLER               | 716           | 2,5           | 405            | 1,4            |
|                            | WU                         |               |               | 124            | 0,4            |

## Landtagswahl 2019
Die Landtagswahl fand am 27. Oktober 2019 statt.
| Direktkandidat   | Partei                         | Wahlkreisstimmen in % | Landesstimmen in % |
| ---------------- | ------------------------------ | --------------------- | ------------------ |
| Marcus Kalkhake  | CDU                            | 27,1                  | 20,7               |
| Philipp Weltzien | DIE LINKE                      | 30,7                  | 39,1               |
| Diana Lehmann    | SPD                            | 11,1                  | 7,5                |
| Martina Stier    | AfD                            | 20,3                  | 19,6               |
| Tobias Lemme     | GRÜNE                          | 6,8                   | 4,5                |
| –                | NPD                            | –                     | 0,3                |
| Holger Holland   | FDP                            | 3,7                   | 3,7                |
| –                | PIRATEN                        | –                     | 0,3                |
| –                | Die PARTEI                     | –                     | 0,8                |
| –                | KPD                            | –                     | 0,1                |
| –                | TIERSCHUTZ hier!               | –                     | 1,2                |
| –                | BGE                            | –                     | 0,3                |
| –                | DIE DIREKTE!                   | –                     | 0,1                |
| –                | Blaue #Team Petry Thüringen    | –                     | 0,0                |
| –                | Graue Panther                  | –                     | 0,6                |
| –                | MLPD                           | –                     | 0,3                |
| –                | ÖDP                            | –                     | 0,4                |
| –                | Gesundheitsforschung           | –                     | 0,4                |
| Detlef Muselmann | Internationalistisches Bündnis | 0,4                   | –                  |

## Wahl 2014
Bei der Landtagswahl in Thüringen 2014 traten folgende Kandidaten an:
| Name                              | Partei                 | Anteil der Erststimmen |
| --------------------------------- | ---------------------- | ---------------------- |
| Wolfgang Voß                      | CDU                    | 29,5 %                 |
| Ina Leukefeld                     | DIE LINKE              | 40,7 %                 |
| Diana Lehmann                     | SPD                    | 10,1 %                 |
| Alexander Keiner                  | GRÜNE                  | 3,8 %                  |
| Matthias Kaiser                   | FDP                    | 1,8 %                  |
| Christian Scharfenberg            | Freie Wähler Thüringen | 8,4 %                  |
| Philipp Stöcklein                 | NPD                    | 5,7 %                  |
| Wahlberechtigte: 42.038 Einwohner |                        |                        |
| Wahlbeteiligung: 51,7 %           |                        |                        |

## Wahl 2009
Bei der Landtagswahl in Thüringen 2009 traten folgende Kandidaten an:
| Name                              | Partei                 | Anteil der Erststimmen |
| --------------------------------- | ---------------------- | ---------------------- |
| Wolfgang Wehner                   | CDU                    | 24,9 %                 |
| Ina Leukefeld                     | Die Linke              | 39,4 %                 |
| Thomas Schmidt                    | SPD                    | 12,3 %                 |
| Ludger Kanngießer                 | GRÜNE                  | 4,9 %                  |
| Benjamin Honauer                  | FDP                    | 6,3 %                  |
| Manfred Hardt                     | Freie Wähler Thüringen | 8,5 %                  |
| Kurt Hoppe                        | NPD                    | 3,7 %                  |
| Wahlberechtigte: 45.585 Einwohner |                        |                        |
| Wahlbeteiligung: 55,3 %           |                        |                        |

## Wahl 2004
Bei der Landtagswahl in Thüringen 2004 traten folgende Kandidaten an:
| Name                              | Partei | Anteil der Erststimmen |
| --------------------------------- | ------ | ---------------------- |
| Wolfgang Wehner                   | CDU    | 33,5 %                 |
| Ina Leukefeld                     | PDS    | 42,6 %                 |
| Matthias Griebel                  | SPD    | 17,4 %                 |
| Ilka Brückner                     | FDP    | 6,5 %                  |
| Wahlberechtigte: 48.668 Einwohner |        |                        |
| Wahlbeteiligung: 51,4 %           |        |                        |

## Wahl 1999
Bei der Landtagswahl in Thüringen 1999 traten folgende Kandidaten an:
| Name                              | Partei | Anteil der Erststimmen |
| --------------------------------- | ------ | ---------------------- |
| Wolfgang Wehner                   | CDU    | 43,8 %                 |
| Klaus Goedecke                    | SPD    | 15,3 %                 |
| Gabriele Zimmer                   | PDS    | 34,3 %                 |
| Simone Maaß                       | GRÜNE  | 1,9 %                  |
| Sören Herrmann                    | REP    | 1,5 %                  |
| Eberhardt Lesser                  | FDP    | 3,3 %                  |
| Wahlberechtigte: 51.710 Einwohner |        |                        |
| Wahlbeteiligung: 58,0 %           |        |                        |

## Bisherige Abgeordnete
Direkt gewählte Abgeordnete des Wahlkreises Suhl – Schmalkalden-Meiningen IV waren:
| Jahr | Name             | Partei    | Anteil der Erststimmen |
| ---- | ---------------- | --------- | ---------------------- |
| 2019 | Philipp Weltzien | Die Linke | 30,7 %                 |
| 2014 | Ina Leukefeld    | Die Linke | 40,7 %                 |
| 2009 | Ina Leukefeld    | Die Linke | 39,4 %                 |
| 2004 | Ina Leukefeld    | Die Linke | 42,6 %                 |
| 1999 | Wolfgang Wehner  | CDU       | 43,8 %                 |